# Danilo Goffi
Danilo Goffi (Italia, 3 de diciembre de 1972) es un atleta italiano retirado especializado en la prueba de maratón, en la que ha conseguido ser subcampeón europeo en 1998.

## Carrera deportiva
En el Campeonato Europeo de Atletismo de 1998 ganó la medalla de plata en la carrera de maratón, recorriendo los 42,195 km en un tiempo de 2:12:11 segundos, llegando a meta tras su compatriota el también italiano Stefano Baldini y por delante de otro italiano Vincenzo Modica (bronce).